# Rottemist
Als Rottemist wird eine Form von Mist bezeichnet, der als Düngemittel eingesetzt wird. Es handelt sich um Festmist, der sich hauptsächlich aus tierischen Exkrementen (mit ggf. geringen Anteilen von Urin) sowie Einstreu zusammensetzt und bei dem (in Abgrenzung zu anderen Mistformen wie Frischmist oder Stapelmist) der Verrottungsprozess bereits fortgeschritten ist. In landwirtschaftlichen Betrieben wird Stallmist häufig in Form eines Misthaufens oder als Miete beim Feld gelagert, wo im Rahmen der unter Umständen sehr langanhaltenden Lagerung durch Verrottung Rottemist entsteht.